# Concejo Municipal de Puntarenas

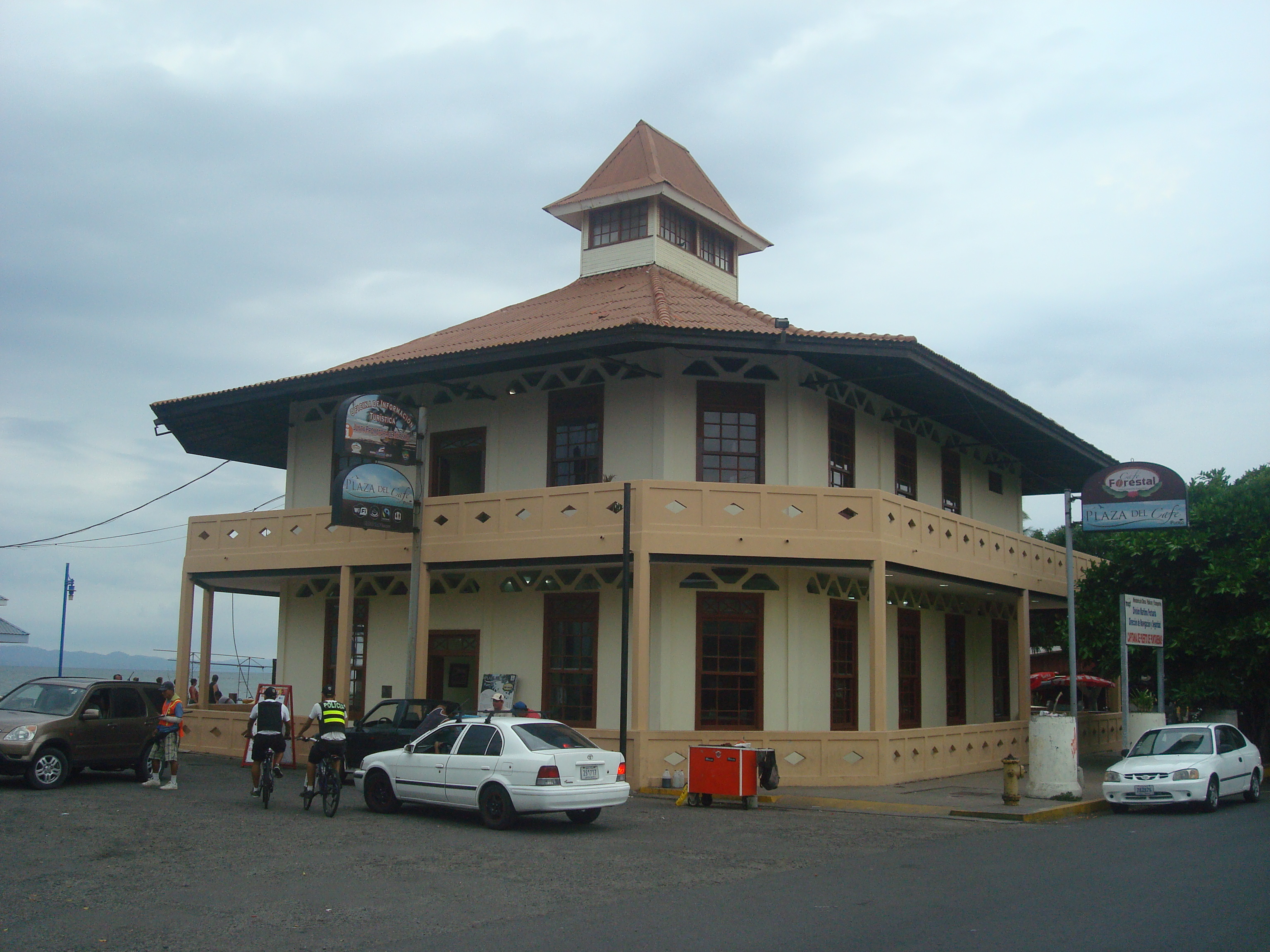
Edificio de la antigua Capitanía del puerto de Puntarenas

El Concejo Municipal de Puntarenas es la máxima autoridad del gobierno municipal del cantón de Puntarenas, cabecera de la Provincia de Puntarenas y la más grande y poblada del Pacífico costarricense.

## Historia
Puntarenas fue declarada oficialmente Comarca por medio del Decreto del 7 de diciembre de 1848 otorgándole un estatus político especial que no era el de provincia y declarando:

El Puerto de Puntarenas formará una Comarca separada y se gobernará de una manera especial en su régimen interior, hasta que el aumento de su población permita erigirle en Provincia.

Las ordenanzas municipales de 1862 y 1867 permiten a los cantones menores nombran representantes al Consejo Municipal Provincial formando así Cabildo con tres miembros y presidido por un delegado político designado por el presidente de la República y como primera autoridad. Bajo la presidencia de Juan Mora Porras en las cabeceras de provincia (y la comarca de Puntarenas) era donde residía la autoridad municipal provincial. A la Comarca de Puntarenas se le concedieron las atribuciones de las cinco provincias de ese entonces; San José, Alajuela, Cartago, Heredia y Guanacaste. En 1848 la Constitución crea un gobierno municipal en cada cabecera de cantón, dando nacimiento así al cantón de Puntarenas con sede en el distrito homónimo. En junio de 1909 se le asigna finalmente el título de Provincia a Puntarenas, si bien ya lo había sido de facto.

## Conformación del Concejo Municipal
| Partido | Partido                         | Regidores propietarios | Regidores suplentes |
| ------- | ------------------------------- | --- | --- |
|         | Partido Unidad Social Cristiana | 1. Víctor Manuel Espinoza Rivas 2. Kerlyn Annette Molina Corella 3. Luis Alberto Moscoso Campos                                                   | 1. Esteban Gerardo Chaves Villalobos 2. Catalina Vanessa Lostalo Guevara 3. Randy Esteban Guerrero Chamorro                                        |
|         | Partido Liberación Nacional     | 1. María de los Ángeles Contreras Reyes 2. Mario Eduardo Rodríguez Morales                                                                        | 1. Ana Rosario Hernández Solano 2. Stewart Gómez Chévez                                                                                            |
|         | Independientes                  | 1. Santos Gerardo Zúñiga Zúñiga (originalmente electo por el PLP) 2. Kathia Cecilia Cano Canessa (originalmente electa por Aquí Costa Rica Manda) | 1. Miguel Luis Alvarado Arias (originalmente electo por el PLP) 2. Meredith Sabrina Cernas Campos (originalmente electa por Aquí Costa Rica Manda) |
|         | Partido Liberal Progresista     | 1. Sindy Giovanna Scafidi Ampié | 1. María Cristina Martínez Calero |
|         | Partido Nueva República         | 1. Kimberly Charlin Castro Villalobos | 1. Victoria Priscilla Sierra Molina |